# Piet de Visser (politicus)
Marius Jacobus (Piet) de Visser (Rotterdam, 16 april 1931 – aldaar, 19 december 2012) was een Nederlands politicus. Namens de PvdA was hij tussen 1981 en 1991 lid van de Tweede Kamer. Hij verliet de PvdA en de Kamer uit onvrede met de WAO-plannen en het inkomensbeleid van het kabinet-Lubbers III, waar zijn partij deel van uitmaakte.

## Loopbaan
Piet de Visser studeerde economie aan de Nederlandse Economische Hogeschool in Rotterdam. Voordat hij de politiek in ging maakte hij carrière als ambtenaar en organisatiedeskundige. Op 15 september 1981 kwam hij tussentijds in de Tweede Kamer. Hij hield zich daar onder meer bezig met binnenlandse zaken, het Paspoort-project, scheepvaart, LPG-aanlanding, verzelfstandiging PTT, grote steden en fraudebestrijding.
De Visser werd vooral bekend als Paspoorten-Piet. Hij kreeg deze bijnaam vanwege zijn vasthoudendheid in de Paspoortaffaire rond de totstandkoming van het nieuwe Nederlandse paspoort, eind jaren 80. Het consortium dat voor dit nieuwe paspoort zorg moest dragen bleek niet in staat aan zijn verplichtingen te voldoen. Dit leidde na het instellen van de parlementaire enquête naar de Paspoortaffaire tot het aftreden van minister Wim van Eekelen en staatssecretaris René van der Linden.
In augustus 1991 verliet De Visser teleurgesteld de landelijke politiek, nadat bleek dat zijn partij de WAO-plannen van het kabinet zou gaan steunen. De Visser, een overtuigd atoompacifist, had kort daarvoor ook bij het besluit om eventueel Nederlandse militairen naar de oorlog in Irak te zenden al een ander standpunt ingenomen dan de rest van zijn fractie. In 1994 deed hij een vergeefse poging om op een verkiesbare plek op de lijst van GroenLinks te komen.
- Biografisch Portaal: 65080962
- Parlement.com: vg09lln485zf